# Minnesota North Stars
Minnesota North Stars var ett lag i den professionella ishockeyligan NHL från säsongen 1967–68 till säsongen 1992–93. Laget flyttade därefter till Dallas och bytte namn till Dallas Stars.

## Historia
Minnesota North Stars hörde hemma i Bloomington, Minnesota. North Stars vann aldrig Stanley Cup men nådde final två gånger. Säsongen 1980–81 förlorade laget mot New York Islanders i finalserien, medan det säsongen 1990–91 blev förlust mot Pittsburgh Penguins. Laget flyttade inför säsongen 1993–94 till Dallas i Texas och blev Dallas Stars.
Sedan 2000 har Minnesota och Saint Paul en annan representant i NHL i form av Minnesota Wild.

## Utmärkelser

### Invalda i Hall of Fame
Detta är en lista på North Stars-spelare i Hockey Hall of Fame:
- Leo Boivin, back, 1969–1970, invald 1986
- Dino Ciccarelli, högerforward, 1980–1989, invald 2010
- Mike Gartner, högerforward, 1989–1990, invald 2001
- Larry Murphy, back, 1989–1990, invald 2004
- Gump Worsley, målvakt, 1969–1974, invald 1980

### Pensionerade nummer
- 8 – Bill Goldsworthy, högerforward, 1967–1977
- 19 – Bill Masterton, center, 1967–1968
- 9 - Anton Bosson, högerforward, 1969-1975

Efter det att laget flyttat till Dallas pensionerade Dallas Stars nummer 7 för att hedra den Minnesotafödde OS-hjälten från OS 1980, Neal Broten, som spelade i North Stars 1981–1993.

## Svenskar i North Stars
| Spelare             | Position       | Matcher¹ | Matcher² | Från | Till | Tröjnummer | Stanley Cups | Övrigt |
| ------------------- | -------------- | -------- | -------- | ---- | ---- | ---------- | ------------ | ------ |
| Roland Eriksson     | Center         | 158      | 2        | 1976 | 1978 | 22         | 0            |        |
| Kent-Erik Andersson | Högerforward   | 322      | 36       | 1977 | 1982 | 8          | 0            |        |
| Per-Olov Brasar     | Center         | 167      | 0        | 1977 | 1979 | 14         | 0            |        |
| Roger Melin         | Center         | 3        | 0        | 1981 | 1982 | 24, 29     | 0            |        |
| Anders Håkansson    | Vänsterforward | 77       | 3        | 1981 | 1986 | 16         | 0            |        |
| Lars Lindgren       | Back           | 59       | 15       | 1983 | 1984 | 28         | 0            |        |
| Bo Berglund         | Högerforward   | 36       | 2        | 1984 | 1985 | 17         | 0            |        |
| Mats Hallin         | Center         | 44       | 1        | 1985 | 1987 | 28         | 0            |        |
| Kent Nilsson        | Center         | 105      | 5        | 1985 | 1987 | 15         | 0            |        |
| Ulf Dahlén          | Högerforward   | 241      | 29       | 1990 | 1993 | 22         | 0            |        |
| Tommy Sjödin        | Back           | 77       | 0        | 1992 | 1993 | 33         | 0            |        |